# Flaga Łotwy
Flaga Łotwy – jeden z symboli państwowych Łotwy.

## Symbolika

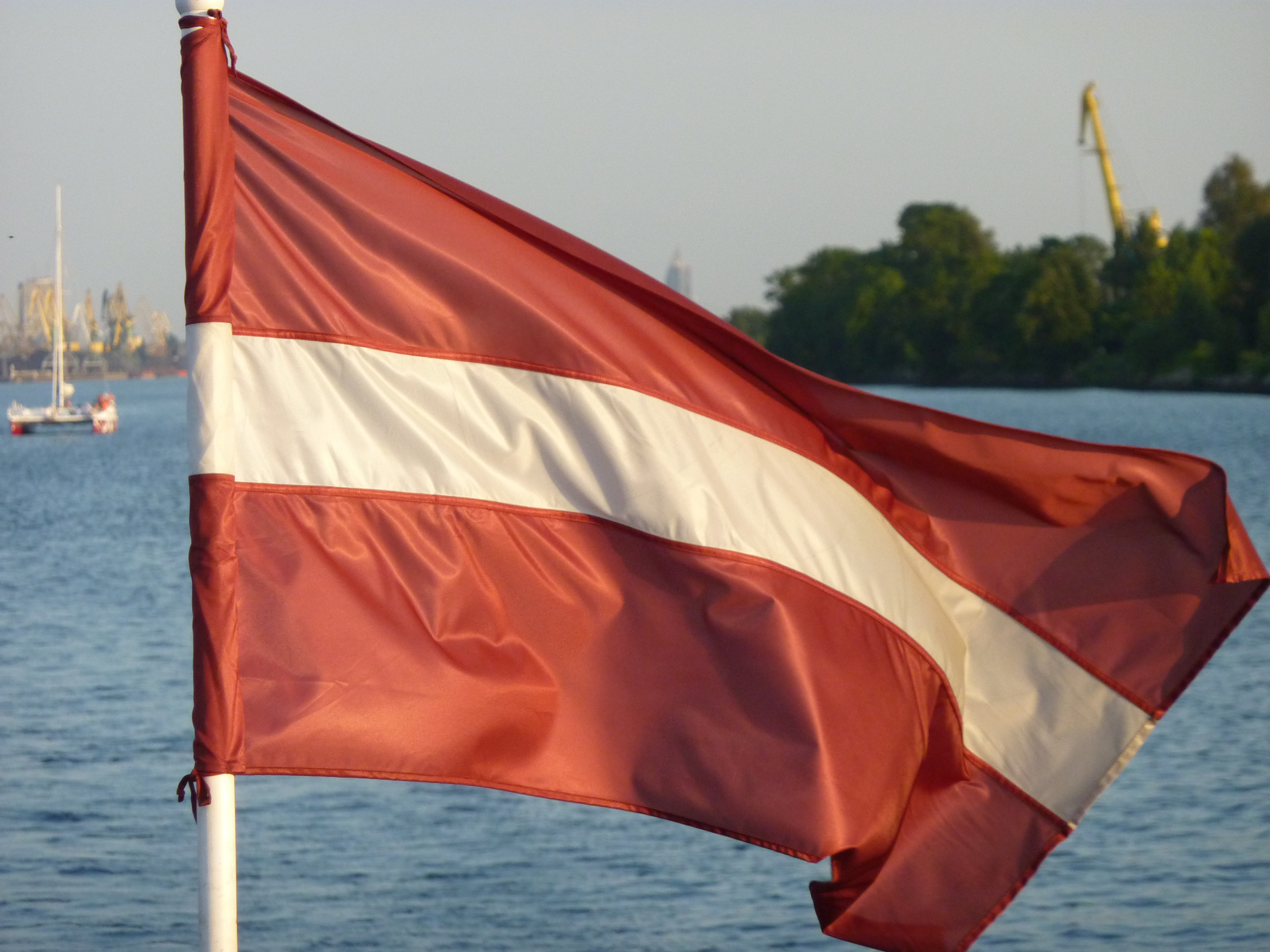
Bandera Łotwy na statku pasażerskim

W myśl artykułu 4. Konstytucji Łotewskiej, flagą państwa jest prostokąt w kolorze czerwonym (karminowym) z białym pasem.
Kolor czerwony symbolizuje krew, a biały takie wartości jak: prawo, prawda, wolność. Istnieje też legenda, według której ciała zabitych żołnierzy wracały z wojny zawinięte w prześcieradła. Przesiąkały one krwią, z wyjątkiem kręgosłupa, widocznego w białym pasie biegnącym środkiem flagi.

## Historia
Flaga uważana jest za pochodzącą z XIII wieku, co stawia ją w gronie najstarszych flag świata. Według niemieckojęzycznej kroniki Livländische Reimchronik flagą taką posługiwały się oddziały zbrojne Łotyszy w 1279 roku. W latach 70. XIX wieku łotewski historyk Janis Grinsbergs przypomniał ten nieznany szerzej wcześniej zapis i rozpropagował wśród młodej inteligencji łotewskiej jako etniczną flagę Łotyszy. W obecnym kształcie została przyjęta po uzyskaniu przez Łotwę niepodległości w 1918, zatwierdzona została ustawowo w dniu 15 czerwca 1921 roku.

Flaga Łotewskiej SRR

W okresie przynależności Łotwy do ZSRR (1940–1941 i 1945–1990) flaga była zakazana. Władze radzieckie narzuciły Łotewskiej SRR flagę wzorowaną na fladze ZSRR – czerwoną z sierpem i młotem i z motywem błękitno-białych fal u dołu, które podkreślały znaczenie morza dla kraju.
W dniu 15 lutego 1990 roku Rada Najwyższa Łotwy wraz z proklamacją przywrócenia niepodległości uchwaliła przywrócenie tradycyjnej flagi narodowej.

## Konstrukcja i wymiary
Prostokąt o proporcjach boków 1:2 podzielony na trzy poziome pasy: karminowy, biały, karminowy o proporcjach szerokości (mierzonej w pionie) 2:1:2. Kolor karminowy wyraźnie różni się od czerwieni używanej na większości flag państwowych świata, jest bardzo ciemny, w praktyce niemal brązowy.